# Æthelwold (Wessex)

England um 878

Æthelwold (/ˈæθəlwoʊld/) oder Æthelwald († 902 oder 903) war der jüngere von zwei bekannten Söhnen von Æthelred, dem König von Wessex von 865 bis 871. Æthelwold versuchte nach dem Tod Alfreds des Großen, dessen Sohn Eduard dem Älteren den Thron streitig zu machen. Dafür gelang es ihm, die Unterstützung der dänischen Wikinger aus den Königreichen Northumbria und East Anglia zu gewinnen. Dieser Versuch, den Thron mit Gewalt an sich zu reißen, scheiterte jedoch schließlich mit Æthelwolds Tod in der Schlacht 902 oder 903.
Der Konflikt um die Krone geht zurück in die Zeit, als Æthelwold und sein Bruder Æthelhelm noch Kleinkinder waren und ihr Vater bei Kämpfen gegen die Invasion der dänischen Wikinger starb. Die Krone ging daraufhin an den jüngeren Bruder des Königs, Æthelwolds Onkel, Alfred den Großen. Alfred führte den Krieg gegen die Wikinger fort und erzielte 878 in der Schlacht von Edington einen entscheidenden Sieg. Nach Alfreds Tod 899 versuchte Æthelwold, den Thron von Wessex zu beanspruchen. Als älterer Prinz der königlichen Dynastie (angelsächsisch ætheling) hatte Æthelwold ebenso wie Alfreds Sohn Eduard einen starken Anspruch auf den Thron. Um seinen Thronanspruch durchzusetzen, versuchte Æthelwold, eine Armee aufzustellen, konnte aber nicht ausreichend Unterstützung sammeln, um sich Eduard in Wessex im Kampf zu stellen. Er floh in das von Wikingern beherrschte Northumbria, wo er von diesen als König anerkannt wurde.
Im folgenden Jahr überzeugte Æthelwold die dänischen Wikinger in East Anglia, Eduards Herrschaftsbereich in Wessex und Mercia anzugreifen. Eduard schlug mit einem Überfall auf East Anglia zurück. Als er sich zurückzog, blieben die Männer aus dem verbündeten Königreich Kent zurück und trafen auf die Dänen in der Schlacht von Holme. Die Dänen siegten, erlitten aber schwere Verluste, einschließlich des Todes von Æthelwold, was die Bedrohung von Eduards Thronanspruch beendete. Wäre Æthelwold erfolgreich gewesen – so die Einschätzung heutiger Historiker –, hätte er möglicherweise schneller und friedlicher als Eduard die angelsächsischen und dänischen Königreiche im Süden Britanniens zu einem Königreich England vereinigen können.

## Historischer Hintergrund
Im Frühmittelalter befanden sich auf dem Gebiet des heutigen Englands eine Vielzahl von teilweise konkurrierenden angelsächsischen Königreichen. Die traditionelle Geschichtsschreibung spricht etwas vereinfachend von sieben Königreichen, von denen zeitweise einzelne Königreiche eine Vorherrschaft über ihre Nachbarn erzielten. Im 8. Jahrhundert war Mercia das mächtigste Königreich im südlichen England, aber im frühen 9. Jahrhundert übernahm Wessex die Vorherrschaft. In den 820er Jahren eroberte Egbert von Wessex den Südosten Englands (Kent, Surrey, Sussex und Essex). Unter Egberts Herrschaft begannen die Einfälle der dänischen Wikinger in England, aber Egbert und sein Sohn Æthelwulf, der ihm 839 auf den Thron folgte, konnten sie zurückschlagen. Æthelwulf starb 858, und auf ihn folgten nacheinander vier seiner Söhne als Könige von Wessex: Æthelbald starb 860, Æthelberht 865, worauf Æthelred, Æthelwolds Vater, den Thron bestieg. 871 sollte schließlich der jüngste von Æthelwulfs Söhnen, Alfred, folgen.
Die Vorherrschaft von Wessex über das Gebiet des heutigen England blieb nicht uneingeschränkt, sondern wurde ab der Mitte des 9. Jahrhunderts durch dänische Wikinger bedroht: 865 fiel das Große Wikingerheer in England ein. Innerhalb von fünf Jahren gelang es den Wikingern, Northumbria und East Anglia zu erobern, und sie zwangen Mercia, sich von ihrer Bedrohung freizukaufen. Ende des Jahres 870 fielen die Wikinger in Wessex ein. Anfang des Jahres 871 kämpften sie in vier kurz aufeinander folgenden Schlachten gegen Armeen unter Æthelred und Alfred, wobei die letzten beiden Schlachten von Wessex verloren wurden. Æthelred starb kurz nach Ostern im Jahr 871 und hinterließ zwei junge Söhne. Ein Recht des Erstgeborenen (Primogenitur) gab es zu dieser Zeit noch nicht, ferner herrschte die Überzeugung, dass Könige Erwachsene sein sollten, weshalb Æthelreds jüngerer Bruder, der spätere Alfred der Große, Æthelred auf den Thron folgte.
Bis 878 hatten die dänischen Wikinger den Osten Mercias an sich gerissen und beinahe Wessex erobert. Alfred gelang jedoch schließlich mit der gewonnenen Schlacht von Edington ein Wendepunkt; die Wikinger zogen sich auf Gebiete außerhalb von Wessex im Norden und Osten des heutigen Englands zurück. Der Einflussbereich von Wessex und seinen abhängigen Königreichen umfasste im Wesentlichen den Süden und Westen Englands. In den späten 880er Jahren schloss Alfred einen Vertrag mit Guthrum ab, dem dänischen König von East Anglia. Der Vertrag legte die Grenze zwischen Wessex und dem englisch regierten Mercia auf der einen Seite und dem dänisch beherrschten Danelag auf der anderen Seite fest. Ein weiterer Wikingerangriff in der Mitte der 890er Jahre scheiterte. Alfreds Herrschaft sorgte für eine relative Friedensperiode, wobei er sich nicht nur um militärische Aufgaben kümmerte, sondern auch die Kultur förderte.
Trotz dieser relativen Friedenszeit war das Gebiet Englands de facto damit zwischen Angelsachsen und dänischen Wikingern zweigeteilt, und die Dänen sowie das Königreich Wessex standen immer wieder in Konkurrenz zueinander, bis hin zu feindlichen Übergriffen.

## Familie
Über Æthelwolds unmittelbare Familie ist wenig bekannt. Æthelwolds Mutter war vermutlich eine Wulfthryth, die als Zeugin in einer Urkunde von 868 auftaucht. Wulfthryth und Æthelred hatten zumindest zwei Söhne, Æthelwold und Æthelhelm, wobei Historiker davon ausgehen, dass Æthelhelm der ältere Bruder war. Dafür spricht auch, dass Æthelhelm vor Æthelwold im Testament Alfreds des Großen aufgeführt wurde. Æthelred wurde 848 geboren und starb 871, also müssen seine Söhne zum Zeitpunkt seines Todes zu jung gewesen sein, um auf den Thron zu folgen, weshalb Æthelreds Bruder Alfred König von Wessex wurde.
Die erste schriftliche Erwähnung von Æthelwold und seinem Bruder Æthelhelm ist in König Alfreds Testament, das Alfred in den 880er Jahren verkündete. Die einzige andere Erwähnung von Æthelwold vor Alfreds Tod ist eine Urkunde, die wahrscheinlich aus den 890er Jahren stammt und in der Æthelwold als Zeuge auftaucht, Æthelhelm jedoch nicht mehr. Die Historikerin Barbara Yorke geht deshalb davon aus, dass Æthelhelm wahrscheinlich in den 890er Jahren bereits verstorben war.

## Disput um das Erbe
878, als Alfred beinahe im Kampf mit den dänischen Wikingern sein Leben verlor, wären Æthelhelm und Æthelwold, inzwischen erwachsen, vermutlich die nächsten Anwärter auf den Thron von Wessex gewesen, noch vor Alfreds Sohn Eduard, der etwa zehn Jahre jünger als Æthelhelm war. Diese Position wurde jedoch durch das Testament ihres Großvaters, Æthelwulf, durch Abmachungen zwischen Æthelred und Alfred und schließlich durch Alfreds eigenes Testament geschwächt. Davon profitiert hat Alfreds Sohn, der spätere Eduard der Ältere, dem Alfred den Weg auf den Thron zu ebnen suchte.

### Æthelwulfs Testament und seine Konsequenzen
Ausgangspunkt des Konflikts um das Erbe und den Thron von Wessex war das Testament Æthelwulfs. Nach König Æthelreds Tod 871 und der Thronfolge durch seinen jüngeren Bruder Alfred beschwerten sich die Unterstützer von Æthelreds Söhnen, dass Alfred Besitztümer einbehalten hätte, die eigentlich Æthelhelm und Æthelwold zugestanden hätten. Der Disput betraf Besitztümer, die durch das Testament von Alfreds Vater, Æthelwulf, vererbt wurden. Dieses Testament ist nicht erhalten, aber einige Details sind in Assers Biografie von König Alfred überliefert. Alfred selbst beschrieb ferner einige der Verfügungen von Æthelwulfs Testament in der Präambel seines eigenen Testaments.
Historiker haben Æthelwulfs Testament unterschiedlich eingeschätzt. Die Historiker Simon Keynes und Michael Lapidge legen nahe, dass Æthelwulf sein Königreich teilen wollte: Æthelwulfs anderer überlebender Sohn, Æthelberht, war schon separat im östlichen Königreich versorgt (das vor kurzem eroberte Südostengland), das er als König 855 und 856 regierte und das er vermutlich an seine Nachkommen vererben sollte. Der westliche Teil von Wessex sollte gemeinsam an die übrigen drei Brüder unter der Annahme gehen, dass schließlich alles an den Bruder vererbt werden würde, der am längsten leben würde. Dies passierte jedoch letztlich nicht, weil Æthelbald 860 starb und der östliche und der westliche Teil des Königreichs unter Æthelberht wiedervereinigt wurden. Als Æthelred 865 Æthelberht auf den Thron folgte, forderte außerdem Alfred von Æthelred seinen Anteil am Erbe des Vaters. Æthelred lehnte ab, aber er erkannte Alfred vermutlich als Thronfolger an.
Angesichts der erneuten Bedrohung durch Wikingereinfälle und der Gefahr, dass einer der Brüder im Kampf fallen könnte, führten später zu einer weiteren Abmachung zwischen Æthelred und Alfred, um Æthelreds und Alfreds Kinder zu versorgen. Nach dieser Abmachung Ende 870 oder Anfang 871 sollte der Überlebende der beiden Brüder immer noch den Besitz behalten, der gemeinsam an die drei Brüder vererbt wurde. Er sollte aber seinen Neffen alle Ländereien geben, die er unabhängig vom gemeinsamen Erbe noch von seinem Vater erhalten hatte, und allen Besitz, den er sonst hatte.
Die Historikerin Ann Williams bemerkt zu dieser Abmachung zwischen Æthelred und Alfred, dass Æthelred damit seine Kinder praktisch enterbt, wenn er vor Alfred stirbt. Er nehme ihnen den Löwenanteil am Erbe und damit die Chance auf den Thron. Als genau dies tatsächlich auch eintritt, waren Æthelreds Söhne wenig erfreut. In seiner Biografie von Alfred von 893 schreibt Asser drei Mal, dass Alfred Æthelreds secundarius (Thronfolger) sei, eine Betonung, die nach Ryan Lavelles Ansicht widerspiegelt, wie heikel die Thronfolge Alfreds war.

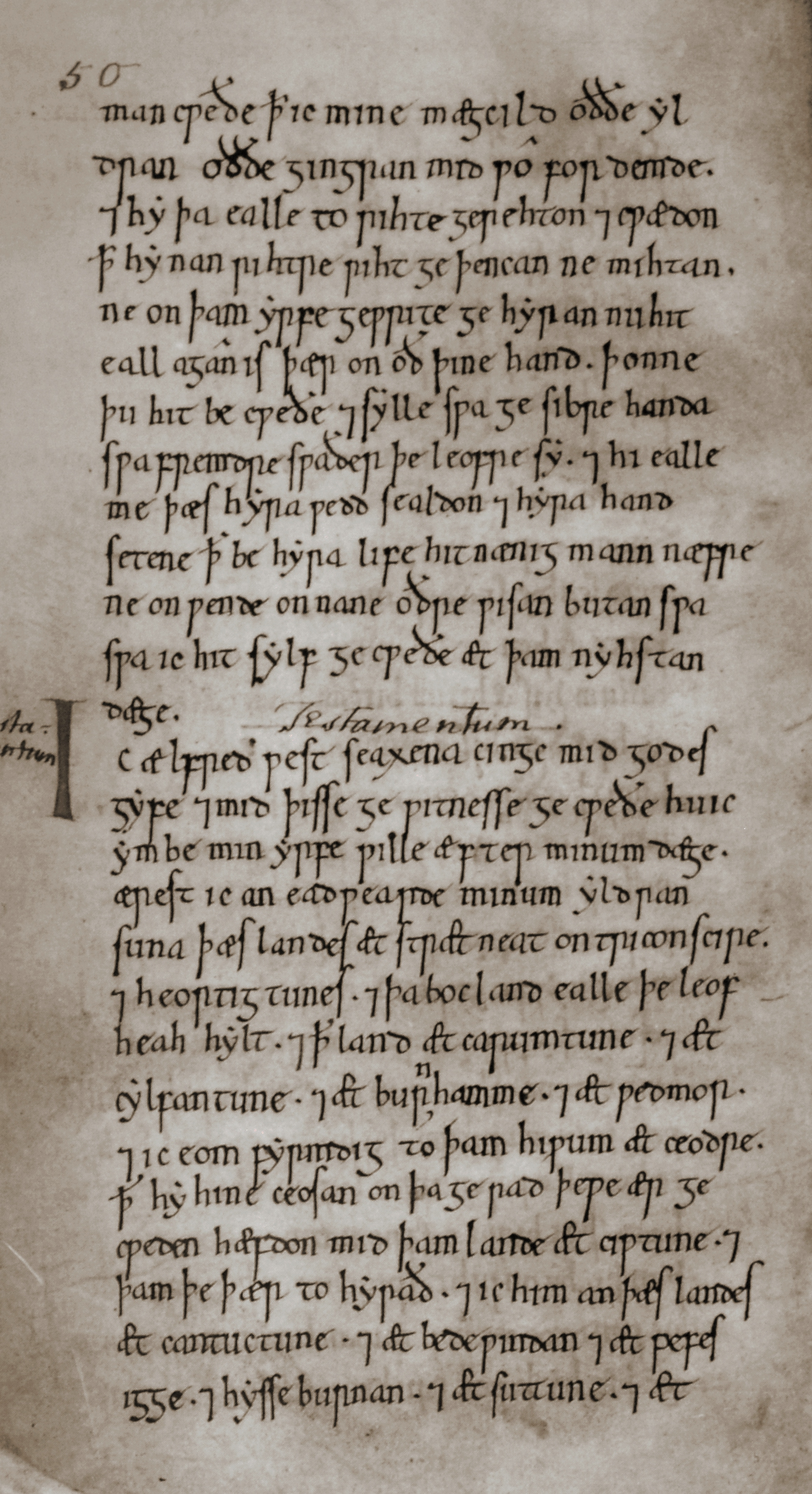
Seite vom Testament Alfreds des Großen, von Folio 30v des Liber Vitae vom New Minster in Winchester, in der British Library, London, Stowe MS 944. Der obere Teil über dem „I“ ist das Ende der Präambel, in der die Unterstützung seiner Berater gegen seine Neffen in Langandene beschrieben wird. Das Testament selbst beginnt unter dem „I“.

Alfred rechtfertigte sein Verhalten gegenüber seinen Neffen in einer Präambel zu seinem eigenen Testament, in dem er sich auf die Zustimmung des Witan berief, der Versammlung der Berater des Königs, die in Langadene abgehalten wurde und die Aufteilung des Besitzes zwischen ihm und seinen Neffen befürwortete. Der Historiker Alfred Smyth glaubt nicht, dass die Zustimmung des Witans von Langadene zur Vorgehensweise Alfreds viel zählt, denn die Mitglieder des Witans waren von Alfred als Schutzherrn abhängig und sicher gewillt, die Ansprüche der Neffen gegenüber Alfred abzulehnen. Smyth nennt es sogar bezeichnend, dass der Disput um das Erbe vor den Witan kam. Das deutet für ihn darauf hin, dass Æthelwold und Æthelhelm auf einige Unterstützung unter den Adeligen in Wessex zählen konnten. Alfreds Landverteilung dazu diente vermutlich dazu, die Thronfolge von Alfreds eigenem Sohn Eduard zu fördern.

### Alfreds Testament
In seinem eigenen Testament hinterließ Alfred den Großteil seines Besitzes seinem Sohn Eduard, während Æthelhelm acht Ländereien hinterlassen wurden und Æthelwold nur drei (in Godalming und Guildford in Surrey und Steyning in Sussex), alle im weniger wichtigen östlichen Teil des Königreichs. Das größte Besitztum darunter war Steyning, Æthelwulfs ursprüngliche Grabstätte. Æthelwulfs Leichnam war jedoch noch zu Alfreds Lebzeiten von Steyning nach Winchester transferiert worden. Nach Patrick Wormalds Ansicht könnte Alfred dies getan haben, weil er verpflichtet war, das Land aufgrund seiner Abmachung mit Æthelred an Æthelwold zu vererben, aber Alfred wollte nicht, dass sein Neffe das prestigeträchtige Grab seines Großvaters erhalten würde. Keynes und Lapidge bemerken: “If only to judge from the relatively small number of estates he received, Æthelwold in particular would have had cause to be aggrieved by this allocation of property, and his resentment is shown by his rebellion against Edward soon after Alfred’s death.” (deutsch: „Nach der kleinen Anzahl von Ländereien zu urteilen, die er erhielt, hatte insbesondere Æthelwold Grund, sich durch die Verteilung des Besitztums ungerecht behandelt zu fühlen, und sein Groll zeigt sich durch seine Rebellion gegen Eduard bald nach Alfreds Tod.“)
Alfred unterstützte außerdem seinen eigenen Sohn Eduard, indem er Männer beförderte, die ihn verlässlich unterstützen würden, und indem er ihm Gelegenheiten gab, im Kampf Führungsaufgaben zu übernehmen, sobald er alt genug war. Nach Barbara Yorkes Ansicht war die Zusammenstellung der Angelsächsischen Chronik, die zu Alfreds Zeiten entstand und Alfreds Errungenschaften aufbauschte, zum Teil dadurch motiviert, die Nachfolge seiner eigenen Nachkommen positiv zu beeinflussen. Yorke argumentiert allerdings auch, dass Æthelwolds Position nicht völlig durch Alfreds Testament untergraben wurde. Seine Mutter hatte eine Urkunde als regina bezeugt, während Alfred der westsächsischen Tradition folgte, seiner Frau die Weihe als Königin zu verweigern, und Æthelwolds Status als Sohn einer Königin könnte ihm einen Vorteil gegenüber Eduard verschafft haben. Æthelwold war immer noch der ältere ætheling (Thronanwärter), und die einzige überlieferte Urkunde, die er bezeugte, erwähnt sowohl ihn als auch Eduard als filius regis (Sohn eines Königs). Die Urkunde führt Æthelwold vor Eduard auf, was impliziert, dass Æthelwold im Rang über Eduard stand.
Dennoch halten Historiker es für denkbar, dass die Unterstützung, die Æthelhelm und Æthelwold in den 870er Jahren noch genossen, in den späteren Regierungsjahren von Alfred nachließ. Als Indiz nennen Barbara Yorke und Ryan Lavelle die weitgehende Abwesenheit von Æthelhelm und Æthelwold als Zeugen in Alfreds Urkunden. Während Æthelhelm in keiner Urkunde auftaucht und Æthelwold in lediglich einer, bezeugt Eduard sechs Urkunden Alfreds (was angesichts der kleinen Zahl der überlieferten Urkunden aus der Zeit Alfreds eine durchaus nennenswerte Zahl ist). Andererseits kann Æthelwold nicht völlig ohne Unterstützung gewesen sein. Barbara Yorke verweist auf Wulfhere, der Earldorman von Wiltshire, der seine Ländereien um 900 wegen „Verrats“ verlor, vermutlich als Konsequenz dafür, dass er Æthelwold unterstützt hat. Lavelle vergleicht Alfred mit karolingischen Herrschern seiner Zeit, die unliebsame Konkurrenten um den Thron in Klöster verbannten, was auch für Alfred möglich gewesen wäre, was er aber nicht tat, vermutlich weil Æthelwold ein zu wichtiges Familienmitglied war.

## Æthelwolds Revolte
Nach Alfreds Tod 899 beanspruchte Æthelwold den Thron von Wessex für sich. Auffällig ist, dass sein älterer Bruder Æthelhelm dies nicht tat, woraus Ryan Lavelle schließt, dass Æthelhelm bereits vor Alfred starb. Es ist nicht klar, ob Æthelwold Æthelhelms Ländereien erbte. Lavelle spekuliert, dass dies wohl kaum in Alfreds und Eduards Sinn gewesen sein könnte und die Ländereien deshalb möglicherweise an eventuelle Nachkommen Æthelhelms oder eine gänzlich andere Partei gegangen sein könnten – in jedem Fall eine Schmach für Æthelwold, dem damit eine weitere Machtbasis fehlte.
Die Historikerin Janet Nelson sagt dennoch, dass Æthelwold in den Augen vieler Angelsachsen als auch vieler dänischen Wikinger größeren Anspruch auf den Thron von Wessex hatte als Eduard, Alfreds Sohn. Um diesen Anspruch durchzusetzen, besetzte Æthelwold die königlichen Anwesen in Wimborne in Essex und Twynham (heute Christchurch) in Dorset. Außerdem entführte er eine Nonne aus ihrem Kloster, vermutlich um sie zu heiraten. Nach der Version A der Angelsächsischen Chronik erfolgte die Entführung jedoch ohne die Erlaubnis von König Eduard und gegen die Anweisung des Bischofs.
Die Identität der Nonne ist nicht geklärt. John of Worcester, Geschichtsschreiber aus dem 12. Jahrhundert, behauptete, dass sie eine Nonne aus Wimborne war. Der Historiker Alex Woolf schlägt vor, dass sie Alfreds Tochter Æthelgifu gewesen sein könnte, die Äbtissin von Shaftesbury Abbey, aber Ryan Lavelle hält es für unwahrscheinlich, dass Æthelwolds Reiseroute ihn durch Shaftesbury geführt habe. Auch wenn unklar ist, wer diese Frau war, gehen einige Historiker davon aus, dass sie entweder durch eine königliche Abstammung oder durch adelige Unterstützung Æthelwolds Anspruch auf den Thron verbessern konnte. Die Darstellung in der Angelsächsischen Chronik als unerlaubte Entführung einer Nonne ist nach der Ansicht der Historikerin Pauline Stafford zugunsten von Eduard voreingenommen und sollte so eine politisch wichtige Heirat delegitimieren.
Æthelwold brachte die Frau zum königlichen Anwesen von Twynham in Dorset und dann zum Wimborne Minster, das als die Grabstätte seines Vaters symbolisch wichtig war. Ferner lag Wimborne mit seiner Nähe zu römischen Straßen und zu den Flüssen Allen und Stour an einer strategisch günstigen Stelle. Als Eduards Armee sich jedoch näherte und in Badbury Rings kampierte, einem Burgwall aus der britischen Eisenzeit vier Meilen westlich von Wimborne, war Æthelwold nicht in der Lage, ausreichend Unterstützung zu sammeln, um sich der Armee im Kampf zu stellen. Er ließ seine Frau zurück und floh zu den Dänen in Northumbria. Die Angelsächsische Chronik berichtet, dass diese ihn als König anerkannten.

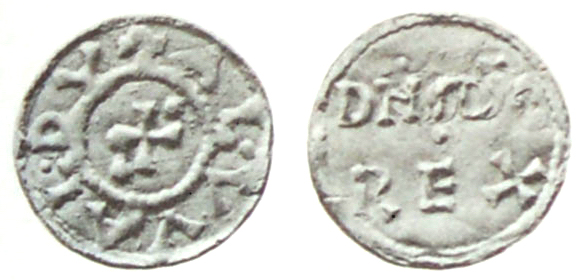
Münze des „Alwaldus“, die Æthelwold zugeschrieben wird; British Museum, London

Ob die Dänen in Northumbria Æthelwold tatsächlich als ihren König anerkannten, ist in der Forschung umstritten. Als ein Indiz für die Herrschaft Æthelwolds über Northumbria wird ein Münzfund gewertet: Um 900 wurden in Northumbria Münzen im Namen eines Königs namens „Alwaldus“ geprägt, der nach Ansicht einiger Forscher Æthelwold gewesen sein könnte. Frank Stenton hingegen betrachtet Æthelwolds Anerkennung als König durch die Dänen in Northumbria als unwahrscheinlich, und die Gleichsetzung des Alwaldus auf den Münzen aus Northumbria mit Æthelwold als unsicher. Alfred Smyth schlägt als alternative Interpretation vor, dass die nordhumbrischen Dänen eher Æthelwolds Anspruch als König von Wessex akzeptierten, als dass sie ihn zu ihrem eigenen König erhoben. Dieser These folgen auch andere Darstellungen angelsächsischer Geschichte, die ferner mutmaßen, dass die Dänen Æthelwold unterstützten, weil sie sich davon reiche Beute während Feldzügen oder Landgewinne versprachen.
901 erschien Æthelwold mit einer Flotte im Essex. 902 bewegte er die Dänen in East Anglia zu einem Überfall auf das englische Mercia und den Norden von Wessex. Eduard schlug zurück, in dem er das dänische East Anglia verwüstete, aber er zog sich zurück, ohne Æthelwold in einen Kampf zu verwickeln. Die Männer aus Kent schlossen sich nicht dem Rückzug an, woraufhin das dänische Heer die Männer aus Kent einholte und mit ihnen die Schlacht von Holme schlug. Die Dänen waren siegreich in der Schlacht, aber sie erlitten große Verluste. Zu den gefallenen Anführern auf der dänischen Seite zählten Æthelwold selbst, Eohric, der dänische König von East Anglia, und Beorhtsige, Sohn von Beornoth ætheling, wahrscheinlich ein landloser Nachkomme aus dem Königshaus von Mercia.